# Mangaka Linux
Mangaka Linux es un sistema operativo GNU/Linux basado en Ubuntu. Está especialmente desarrollado para las necesidades específicas de la comunidad otaku, ya que incluye por defecto programas para subtitulado, navegación por internet, reproducción y creación de contenido multimedia. La primera versión utiliza un manejador de ventanas liviano (LXDE), para reducir los requerimientos mínimos del sistema para poder usarse; los desarrolladores afirman que con esa versión se pueden reproducir videos de alta resolución (720p) en una netbook. La segunda versión está más enfocada en computadoras recientes, al usar el manejador de ventanas GNOME para mayor usabilidad.

## El equipo
Mangaka Linux es desarrollado por un grupo denominado AnimeSoft International, una comunidad conformada principalmente por usuarios de Linux y fansubbers, la cual desarrolla esta distribución en su tiempo libre, la cual denominan con el nombre código de AngelOS (Anime GNU Empowered Linux Operating System, o en español, "Sistema operativo Linux impulsado por GNU para anime).

## Lanzamientos
Mangaka Linux tiene tres distribuciones, todas en formato DVD salvo la primera, denominada One (inglés para "uno") que también está disponible en formato CD. One usa LXDE como entorno de escritorio, mientras que la segunda y tercera, denominadas Chu (juego de palabras entre el japonés y la palabra en inglés para "dos") y Moe, usan GNOME y están más enfocadas a computadoras de última generación; Chu se lanzó en noviembre del 2009 y Moe en mayo del 2010. En el caso de Chu, se tenían planes de distribuirlo tanto en DVD como en un conjunto de CD, pero esto fue eventualmente descartado.
Tras algunos años de abandono el equipo vuelve a retomar el proyecto y lanza Linux Mangaka Nyu basado en Elementary OS el 21 de junio de 2015. El 21 de septiembre de 2015 salió Linux Mangaka Moe, basado en Ubuntu 14.04 para 64 bits, con entorno de escritorio MATE y pensado para PowerPC.